# Cypress Hill (álbum)
Cypress Hill é o auto titulado álbum de estreia de Cypress Hill, que foi lançado em 31 de Agosto de 1991. Foi criticamente e comercialmente bem sucedido, ganhando certificado de platina dupla da RIAA. O álbum é quebrado faixa-por-faixa por Cypress Hill no livro de Brian Coleman Check the Technique.

## Recepção
| Críticas profissionais | Críticas profissionais |
| Avaliações da crítica  | Avaliações da crítica  |
| Fonte                  | Avaliação              |
| ---------------------- | ---------------------- |
| Allmusic               | [ 2 ]                  |
| Robert Christgau       | (A-)                   |
| Rolling Stone          | [ 4 ]                  |
| Entertainment Weekly   | (A+)                   |
| Q                      | [ 6 ]                  |
| Piero Scaruffi         | [ 7 ]                  |

Steve Huey do Allmusic chama a estreia de Cypress Hill de "um projeto sônico que se tornaria um dos mais copiados do hip-hop."
Em 1998, o álbum foi selecionado como um dos 100 Melhores Álbuns de Rap da The Source. O álbum foi incluído no livro 1001 Albums You Must Hear Before You Die.
Rolling Stone o chama de "um álbum que é inovativo e cativante apesar de suas mensagens hard-core."
Rolling Stone (5/13/99, p. 72) - Incluído nos "Discos Essenciais dos Anos 90" da Rolling Stone.
Spin (9/99, p. 148) - escolhido o #54 na lista dos "90 Melhores Álbuns dos Anos 90" da Spin Magazine.
Q magazine (12/99, p. 70) - Incluído nos "90 Melhores Álbuns dos Anos 1990."

## Faixas
1. "Pigs" (Freese, Muggerud) – 2:51
2. "How I Could Just Kill a Man" (Freese, Muggerud, Reyes) – 4:16
3. "Hand on the Pump" (Bouldin, Freese, Muggerud) – 4:03
4. "Hole in the Head" (Freese, Muggerud) – 3:33
5. "Ultraviolet Dreams" (Muggerud) – 0:41
6. "Light Another" (Freese, Muggerud) – 3:17
7. "The Phuncky Feel One" (Freese, Muggerud, Reyes) – 3:28
8. "Break It Up" (Muggerud) – 1:07
9. "Real Estate" (Freese, Muggerud, Reyes) – 3:45
10. "Stoned Is the Way of the Walk" (Freese, Muggerud) – 2:46
11. "Psycobetabuckdown" (Freese, Muggerud) – 2:59
12. "Something for the Blunted" (Muggerud) – 1:15
13. "Latin Lingo" (Freese, Muggerud, Reyes) – 3:58
14. "The Funky Cypress Hill Shit" (Freese, Muggerud) – 4:01
15. "Tres Equis" (Muggerud, Reyes) – 1:54
16. "Born to Get Busy" (Muggerud, Reyes) – 3:00

## Lista parcial de samples
A seguinte lista mostra algumas canções sampleadas em Cypress Hill.
Pigs
- "Ali; Funky Thing" by Chuck Cornish

How I Could Just Kill a Man
- "Tramp" by Lowell Fulsom
- "Midnight Theme" by Manzel
- "Come on In" by Music Machine
- "Are You Experienced" by Jimi Hendrix
- "Institutionalized" by Suicidal Tendencies
- "Escape-ism", "I Got Ants in My Pants", & "I Got to Move" by James Brown
- Speech by Fiorello La Guardia

Hand on the Pump
- "Duke of Earl" by Gene Chandler
- "Shotgun" by Junior Walker & the All Stars

Hole in the Head
- "The Bird" by Jimmy McGriff

Ultraviolet Dreams
- "Tom Cat" by Muddy Waters

Light Another
- "Good Times" by Kool & the Gang

The Phuncky Feel One
- "More Peas" by the J.B.'s
- "Hector" by Village Callers
- "Look Ka Py Py" by the Meters
- "Give it Up" by Kool & the Gang
- "La Di Da La Di Day" by the J.B.'s
- "Blues and Pants" by James Brown
- "Fight the Power" by the Isley Brothers
- "The Breakdown Pt I & II" by Rufus Thomas
- "Life is What You Make It" by Kool & the Gang

Break It Up
- "Compared to What" by Les McCann & Eddie Harris
- "Down By Law" by Fab Five Freddy

Real Estate
- "Copy Cat" by the Bar-Kays
- "Humpin'" by the Bar-Kays
- "Underdog" by Sly & the Family Stone
- "Sexy Coffee Pot" by Tony Avalon & the Belairs
- "Cramp Your Style" by All the People featuring Robert Moore

Stoned Is the Way of the Walk
- "Down Here on the Ground" by Grant Green

Psycobetabuckdown
- "Foxy Lady" by Willie Hutch
- "Aquaboogie (A Psychoalphadiscobetabioaquadoloop)" by Parliament

Something for the Blunted
- "Future Shock" by Curtis Mayfield
- "Smokin Cheeba Cheeba" by Harlem Underground Band

Latin Lingo
- "Mongoose" by Elephant's Memory
- "Sing a Simple Song" by Sly & the Family Stone
- "Funky Music Sho Nuff Turns Me On" by Edwin Starr
- "A Gritty Nitty" by Pazant Brothers and the Beaufort Express

The Funky Cypress Hill Shit
- "Fencewalk" by Mandrill
- "Hector" by Village Callers
- "The New Dance Craze" by Five Stairsteps
- Dialogue excerpt from the film Car Wash

Três Equis
- "Sophisticated Funk" by John Roberts

Born to Get Busy
- "Bootleg" by Booker T. & the MG's

## Singles do Álbum
| Informações do single                                                                         |
| --------------------------------------------------------------------------------------------- |
| "The Phuncky Feel One" - Lançado: 11 de Julho de 1991 - B-side: "How I Could Just Kill a Man" |
| "Hand On The Pump" - Lançado: 1991 - B-side: "Real Estate"                                    |
| "Latin Lingo" - Lançado: 1991 - B-side: "Stoned is the Way (Reprise)", "Hand On The Glock"    |

## Posição do álbum nas paradas
| Ano  | Álbum        | Posição       | Posição                | Posição         |
| Ano  | Álbum        | Billboard 200 | Top R&B/Hip Hop Albums | Top Heatseekers |
| 1992 | Cypress Hill | #31           | #4                     | #5              |

## Posição dos singles nas paradas
| Ano  | Canção                                             | Posição           | Posição                          | Posição         | Posição                            |
| Ano  | Canção                                             | Billboard Hot 100 | Hot R&B/Hip-Hop Singles & Tracks | Hot Rap Singles | Hot Dance Music/Maxi-Singles Sales |
| 1991 | "Stoned Is The Way Of The Walk"                    | -                 | #1                               | -               | -                                  |
| 1992 | "Hand On The Pump"                                 | -                 | #49                              | #2              | -                                  |
| 1992 | "How I Could Just Kill A Man"                      | #77               | -                                | -               | -                                  |
| 1992 | "Latin Lingo"                                      | -                 | -                                | #12             | #44                                |
| 1992 | "The Phuncky Feel One/How I Could Just Kill A Man" | -                 | -                                | #1              | -                                  |